# Bárány a nagyvárosban
A Bárány a nagyvárosban (eredeti cím: Sheep in the Big City) amerikai televíziós rajzfilmsorozat, amelynek alkotója Mo Willems. 2000. november 17-én mutatták be az amerikai Cartoon Networkön. Minden rész három fejezetből áll, amelyek közt rövid reklámparódiákat lehet látni.
A sorozat főszerepében Bari, a birka áll, aki a nagyvárosban él és Agyas tábornok s az ő katonái elől menekül, mert egy fegyverhez akarják befogni. Nagy hangsúlyt kap még Bari viszonzatlan szerelme a Snopy nevű pudli iránt.

## Magyar változat
A szinkront a Cartoon Network megbízásából a Mafilm Audio Kft. készítette.
Magyar szöveg: Latorre Ágnes, Vényei Márta
Hangmérnök: Kardos Péter
Vágó: Sinkó Ferenc
Gyártásvezető: Gerencsér Adrienn
Szinkronrendező: Lakos Éva
Magyar hangok
- Csuha Lajos
- Kálloy Molnár Péter
- Kassai Károly
- Kőszegi Ákos
- Lippai László – narrátor
- Perlaki István
- Széles Tamás
- Vándor Éva – Lady Lovetta

## Epizódok
| #            | Magyar cím                                             | Angol cím                                      |
| ------------ | ------------------------------------------------------ | ---------------------------------------------- |
|              |                                                        |                                                |
| ELSŐ ÉVAD    |                                                        |                                                |
|              |                                                        |                                                |
| 00           |                                                        | Chapter 1: In The Baaa-ginning                 |
| 00           | Chapter 2: Sheep on the Lam                            |                                                |
| 00           | Chapter 3: So We Bleat Again                           |                                                |
|              |                                                        |                                                |
| 01           | 1. rész: Szívem érted bég                              | Chapter 1: Be Still My Bleating Heart!         |
| 01           | 2. fejezet: Bégek a vágytól                            | Chapter 2: Mutton But Love!                    |
| 01           | 3. fejezet: Lesz majd Juhsz s az enyém                 | Chapter 3: Wool You Be Mine?                   |
|              |                                                        |                                                |
| 02           |                                                        | Chapter 1: They Were The Baaa-st Of Times!     |
| 02           | Chapter 2: To Bleat or Not To Bleat!                   |                                                |
| 02           | Chapter 3: iLamb What iLamb!                           |                                                |
|              |                                                        |                                                |
| 03           |                                                        | Chapter 1: It’s a Dis-Graze!                   |
| 03           | Chapter 2: Ewe Fleece in the Sky with Diamonds!        |                                                |
| 03           | Chapter 3: Belle of the Baaaah!                        |                                                |
|              |                                                        |                                                |
| 04           |                                                        | Chapter 1: Wool Ewe Ever Change?               |
| 04           | Chapter 2: Angora Get You, Sucker!                     |                                                |
| 04           | Chapter 3: Going Off the Sheep End!                    |                                                |
|              |                                                        |                                                |
| 05           |                                                        | Chapter 1: Can’t Live Without Ewe!             |
| 05           | Chapter 2: Wool You Let Me Finish?                     |                                                |
| 05           | Chapter 3: I Never Herd of Such a Thing!               |                                                |
|              |                                                        |                                                |
| 06           |                                                        | Chapter 1: ’Tis the Sheep-Son to be Jolly!     |
| 06           | Chapter 2: Home for the Baaa-lidays!                   |                                                |
| 06           | Chapter 3: Behave or You Won’t Get Mutton!             |                                                |
|              |                                                        |                                                |
| 07           |                                                        | Chapter 1: Bosom Baaa-dies!                    |
| 07           | Chapter 2: They’ll Flock To See Ya!                    |                                                |
| 07           | Chapter 3: 15 Muttons Of Fame!                         |                                                |
|              |                                                        |                                                |
| 08           |                                                        | Chapter 1: Don’t Flock the Boat!               |
| 08           | Chapter 2: Flying by the Bleat of Your Pants!          |                                                |
| 08           | Chapter 3: The Agony of De-Bleat!                      |                                                |
|              |                                                        |                                                |
| 09           |                                                        | Chapter 1: Baaa-ck In Time!                    |
| 09           | Chapter 2: It was Many Shears Ago!                     |                                                |
| 09           | Chapter 3: Turning the Flock Ahead!                    |                                                |
|              |                                                        |                                                |
| 10           |                                                        | Chapter 1: Ain’t Mutton Better!                |
| 10           | Chapter 2: Fleeced to Meet You!                        |                                                |
| 10           | Chapter 3: You Hoof to do What You Hoof to do!         |                                                |
|              |                                                        |                                                |
| 11           |                                                        | Chapter 1: The Bleat-nik Club!                 |
| 11           | Chapter 2: A Star is Shorn!                            |                                                |
| 11           | Chapter 3: Wool He Make it?                            |                                                |
|              |                                                        |                                                |
| 12           |                                                        | Chapter 1: Mistaken Identi-Sheep!              |
| 12           | Chapter 2: Take the Mutton and Run!                    |                                                |
| 12           | Chapter 3: It Wasn’t Me… Was it Ewe?                   |                                                |
|              |                                                        |                                                |
| 13           |                                                        | Chapter 1: A Lamb for all Seasons!             |
| 13           | Chapter 2: To Sheep, Perchance to Dream!               |                                                |
| 13           | Chapter 3: Some Pun on the Word Sheep!                 |                                                |
|              |                                                        |                                                |
| MÁSODIK ÉVAD |                                                        |                                                |
|              |                                                        |                                                |
| 14           |                                                        | Chapter 1: Jailhouse Flock!                    |
| 14           | Chapter 2: My Fair Lamby!                              |                                                |
| 14           | Chapter 3: Wish You Were Shear!                        |                                                |
|              |                                                        |                                                |
| 15           |                                                        | Chapter 1: Baah-dern Times: Mutton to Eat      |
| 15           | Chapter 2: Wool Work For Food!                         |                                                |
| 15           | Chapter 3: Shear Luck!                                 |                                                |
|              |                                                        |                                                |
| 16           |                                                        | Chapter 1: Hoof I got a Surprise for Ewe!      |
| 16           | Chapter 2: Flock up in the Sky!                        |                                                |
| 16           | Chapter 3: Mutton can Stop me Now!                     |                                                |
|              |                                                        |                                                |
| 17           |                                                        | Chapter 1: I Haven’t Herd from You in Ages!    |
| 17           | Chapter 2: My, How Ewe have Changed!                   |                                                |
| 17           | Chapter 3: Can I Baah-row a Cup of Sugar?              |                                                |
|              |                                                        |                                                |
| 18           |                                                        | Chapter 1: I Fought the Baah and the Baah Won! |
| 18           | Chapter 2: Can’t Bleat the System!                     |                                                |
| 18           | Chapter 3: The Wool of the People                      |                                                |
|              |                                                        |                                                |
| 19           |                                                        | Chapter 1: Put on Your Dancing Ewes!           |
| 19           | Chapter 2: Party of the Shear!                         |                                                |
| 19           | Chapter 3: Can’t Stop the Bleat!                       |                                                |
|              |                                                        |                                                |
| 20           |                                                        | Chapter 1: Lamb-Baa-sted!                      |
| 20           | Chapter 2: I Haven’t Seen You in Shears!               |                                                |
| 20           | Chapter 3: Daddy Shear-est!                            |                                                |
|              |                                                        |                                                |
| 21           |                                                        | Chapter 1: Ewe Only Live Twice!                |
| 21           | Chapter 2: In Her Majesty’s Sheepy Service!            |                                                |
| 21           | Chapter 3: The Wool Is Not Enough!                     |                                                |
|              |                                                        |                                                |
| 22           |                                                        | Chapter 1: I’m Mutton Without You!             |
| 22           | Chapter 2: It’s a Cashmere-icle!                       |                                                |
| 22           | Chapter 3: Beauty and the Bleats!                      |                                                |
|              |                                                        |                                                |
| 23           |                                                        | Chapter 1: It was a Very Good Shear!           |
| 23           | Chapter 2: An Officer and a Gentle-Lamb!               |                                                |
| 23           | Chapter 3: Wool Metal Jacket!                          |                                                |
|              |                                                        |                                                |
| 24           |                                                        | Chapter 1: All American Shear-o!               |
| 24           | Chapter 2: Oh, the Ewe-manity!                         |                                                |
| 24           | Chapter 3: Mutton can Save us Now!                     |                                                |
|              |                                                        |                                                |
| 25           |                                                        | Chapter 1: Graze Under Fire!                   |
| 25           | Chapter 2: Who Lamb I?!                                |                                                |
| 25           | Chapter 3: Here Goes Mutton!                           |                                                |
|              |                                                        |                                                |
| 26           |                                                        | Chapter 1: Baa-hind The Scenes                 |
| 26           | Chapter 2: There’s no Bleat-ness like Show Bleat-ness! |                                                |
| 26           | Chapter 3: Hey! Put a Flock in it, Bub!                |                                                |
|              |                                                        |                                                |